# Arcoscalpellum gaussi
Arcoscalpellum gaussi är en kräftdjursart som först beskrevs av Jean Abel Gruvel 1907.  Arcoscalpellum gaussi ingår i släktet Arcoscalpellum och familjen Scalpellidae. Inga underarter finns listade i Catalogue of Life.